# Himiko
Himiko (卑弥呼?   fallecida alrededor de 248) fue una reina chamán que gobernó Yamataikoku en el Antiguo Japón. Crónicas chinas como las Veinticuatro historias relatan las relaciones tributarias entre la reina Himiko y el reino de Cao Wei (220-265) y dichos registros señalan que el pueblo del período Yayoi la eligieron después de varias décadas de guerra entre los reyes de Wa. Los primeros registros japoneses no mencionan a Himiko, pero los historiadores la asocian con figuras legendarias como la Emperatriz Consorte Jingū quien fue regente (200-269) durante el mismo período que Himiko. Se ha suscitado un debate entre los eruditos sobre la identidad de Himiko y la ubicación de su reino Yamataikoku desde finales de la era Edo.